# Monsters (canción de James Blunt)
"Monsters" es una canción del cantautor inglés James Blunt. Fue escrita por Blunt, Amy Wadge y Jimmy Hogarth para el sexto álbum de estudio de Blunt, Once Upon a Mind (2019). Fue lanzada como el cuarto sencillo del álbum el 1 de noviembre de 2019.
Blunt decidió donar todas las ganancias obtenidas de la canción a las organizaciones benéficas Help for Heroes y British Legion.

## Antecedentes
El padre de James Blunt, Charles, fue diagnosticado con enfermedad renal crónica en etapa cuatro. Blunt escribió "Monsters" para "expresar sus sentimientos sobre su padre y su enfermedad, casi como si fuera una despedida conmovedora a su padre".[6] En una entrevista con Good Morning Britain, Blunt dijo:
"Realmente ha sido un momento increíble. Porque cuando te das cuenta de la mortalidad de tu padre, es una gran oportunidad para decirle las cosas que me gustaría decirle. Así que he escrito una canción llamada Monsters para él."
En la misma entrevista, hizo un llamamiento para que los donantes de riñón tipo O se presentaran. En enero de 2020, MSN informó que el padre de Blunt había sido programado para un trasplante.

## Video musical
El video musical fue filmado en Oxfordshire, Reino Unido, y fue dirigido por Vaughan Arnell. El video musical presenta a James Blunt y su padre Charles Blunt. El video se centra en un primer plano del rostro de James Blunt mientras canta los dos primeros versos y coros de la canción, y luego cambia a un ángulo más amplio mostrando a él y a su padre sentados en una mesa mientras canta la parte final. A lo largo del video, Blunt está visiblemente emocionado y lloroso.
La presentadora de televisión australiana Lisa Wilkinson dijo que se quedó "llorando" después de ver el video musical de la canción. Monika Barton de Newshub escribió sobre el video musical, "Vamos, échale un vistazo y ve si tienes un corazón, o simplemente un trozo afilado y puntiagudo de pedernal donde debería estar".
Minnie Wright del Daily Express escribió: "Una perspectiva desgarradora ilumina el lugar desde el cual Blunt ha escrito el profundamente personal Once Upon A Mind con la llegada de Monster".

## Recepción
"Monsters" de James Blunt tuvo un desempeño notable en varias listas de éxitos. En Canadá, alcanzó la posición número 13 en la lista de Digital Song Sales de Billboard, mientras que en Francia llegó al puesto 38 y en Irlanda al 70. En el Reino Unido, alcanzó la posición número 74 en la lista de singles de la Official Charts Company. En 2023, la canción experimentó un resurgimiento en popularidad, alcanzando el puesto número 5 en la lista de Digital Song Sales de Billboard en Canadá y el número 3 en la lista de Digital Song Sales de Billboard en los Estados Unidos.